# 特羅斯特岩
特羅斯特岩（英語：Trost Rocks），是南極洲的岩石，位於帕爾默地，處於辛格爾島東北端，在1956年由澳大利亞探險隊拍攝照片，現時由南極條約體系管理。